# Jakub Kempisty
Jakub Kempisty herbu Niesobia – pisarz grodzki, sędzia grodzki i podstarości wieluński, komornik graniczny wieluński, łowczy piotrkowski w latach 1778-1780, miecznik piotrkowski w 1778 roku, wojski mniejszy piotrkowski w latach 1772-1778, skarbnik piotrkowski w latach 1770-1772.
Poseł na sejm 1778 roku z ziemi wieluńskiej.